# Mid-year Internationals 2022
Die Mid-year Internationals 2022 (auch als Summer Internationals bezeichnet) waren eine vom 21. Mai bis zum 17. Juli 2022 stattfindende Serie von internationalen Rugby-Union-Spielen zwischen Mannschaften der ersten, zweiten und dritten Stärkeklasse. Die Ergebnisse zählten jeweils für die World-Rugby-Weltrangliste, sofern Nationalmannschaften in voller Stärke aufeinandertrafen. Jeweils dreimal gegeneinander spielten Australien und England, Neuseeland und Irland, Schottland und Argentinien sowie Südafrika und Wales.

## Ergebnisse

### Wochen 1 bis 5
| 21. Mai 2022 20:45 MESZ (UTC+2) | Spanien                                                                                              | 26 : 33        | Classic All Blacks | Estadio Metropolitano, Madrid Zuschauer: 40.000 Schiedsrichter: John Lacey (Irland) |
| 21. Mai 2022 20:45 MESZ (UTC+2) | Versuche: Quercy 4. n.erh. Gimeno 54. erh. Tauli 65. erh. Munilla 67. erh. Erhöhungen: Vineusa (3/4) | (5:19) Bericht | Versuche: Taylor 12. n.erh. Masoe 26. erh. Boss 36. erh. H. Gear 43. erh. R. Gear 48. erh. Erhöhungen: Donald (3/4) Delany (1/1) | Estadio Metropolitano, Madrid Zuschauer: 40.000 Schiedsrichter: John Lacey (Irland) |

| 4. Juni 2022 15:00 CAT (UTC+2) | Namibia                                                            | 12 : 47        | Blue Bulls | Hage-Geingob-Stadion, Windhoek Schiedsrichter: Oscar Lambert (Namibia) |
| 4. Juni 2022 15:00 CAT (UTC+2) | Versuche: Nortjé 19. n.erh. Klim 50. erh. Erhöhungen: Brandt (1/1) | (5:28) Bericht | Versuche: Labuschagne (2) 1. erh., 46. n.erh. van der Linde 14. erh. Kriel 34. erh. Strafversuch 40. de Witt 59. erh. Manuel 61. erh. Erhöhungen: Mostert (5/6) | Hage-Geingob-Stadion, Windhoek Schiedsrichter: Oscar Lambert (Namibia) |

| 10. Juni 2021 20:00 MESZ (UTC+2) | Italia Emergente | 50 : 5         | Niederlande              | Stadio Mario Battaglini, Rovigo Schiedsrichter: Federico Vedovelli (Italien) |
| 10. Juni 2021 20:00 MESZ (UTC+2) | Versuche: Gesi (2) 8. erh., 41. n.erh. Di Bartolomeo 19. n.erh. Izekor 28. erh. Ruggeri (3) 35. erh., 50. n.erh., 71. erh. Ribaldi 42. erh. Erhöhungen: Albanese (4/7) Gesi (1/1) | (26:0) Bericht | Versuche: Hop 58. n.erh. | Stadio Mario Battaglini, Rovigo Schiedsrichter: Federico Vedovelli (Italien) |

| 18. Juni 15:00 JST (UTC+9) | Japan | 34 : 15        | Uruguay                                                                                                  | Prinz-Chichibu-Rugbystadion, Tokio Zuschauer: 14.448 Schiedsrichter: Jordan Way (Australien) |
| 18. Juni 15:00 JST (UTC+9) | Versuche: Nezuka 10. n.erh. Tatafu 40. erh. Horikoshi 44. erh. Hino (2) 63. erh., 72. n.erh. Erhöhungen: Tamura (3/5) Straftritte: Tamura (1/1) 18. | (15:3) Bericht | Versuche: Magno 58. n.erh. Ardao 76. erh. Erhöhungen: Etcheverry (1/2) Straftritte: Etcheverry (1/1) 35. | Prinz-Chichibu-Rugbystadion, Tokio Zuschauer: 14.448 Schiedsrichter: Jordan Way (Australien) |

| 19. Juni 2022 15:00 WESZ (UTC+1) | England                                                                                           | 21 : 52         | Barbarians | Twickenham Stadium, London Zuschauer: 51.385 Schiedsrichter: Andrea Piardi (Italien) |
| 19. Juni 2022 15:00 WESZ (UTC+1) | Versuche: Cokanasiga 35. n.erh. May 50. n.erh. Smith 59. n.erh. Straftritte: Smith (2/3) 16., 34. | (11:19) Bericht | Versuche: Strafversuch 17. Ollivon 23. erh. Penaud (2) 37. n.erh., 54. n.erh. Couilloud 45. erh. Carbonel 66. erh. Spring 73. erh. Hastoy 78. erh. Erhöhungen: Hastoy (2/4) Kruis (3/3) | Twickenham Stadium, London Zuschauer: 51.385 Schiedsrichter: Andrea Piardi (Italien) |

- Dies war der bisher deutlichste Sieg der Barbarians gegen England überhaupt.

### Woche 6
| 24. Juni 2022 16:00 SAST (UTC+2) | Namibia                                                                                  | 21 : 43        | Italien A | Athlone, Kapstadt Schiedsrichter: Aimee Barrett-Theron (Südafrika) |
| 24. Juni 2022 16:00 SAST (UTC+2) | Versuche: Venter 28. erh. Izaacs 47. erh. Nortjé 66. erh. Erhöhungen: van der Berg (3/3) | (7:22) Bericht | Versuche: Ruggeri 3. n.erh. Bianchi 15. erh. Ribaldi (2) 19. n.erh., 30. n.erh. Bellini 44. erh. Lucchin 57. erh. Izekor 62. erh. Erhöhungen: Canna (3/6) Di Marco (1/1) | Athlone, Kapstadt Schiedsrichter: Aimee Barrett-Theron (Südafrika) |

| 25. Juni 2022 15:00 JST (UTC+9) | Japan | 43 : 7         | Uruguay                                               | Mikuni World Stadium, Kitakyūshū Zuschauer: 11.664 Schiedsrichter: Graham Cooper (Australien) |
| 25. Juni 2022 15:00 JST (UTC+9) | Versuche: Sakate (2) 5. n.erh. 50. n.erh. Riley 38. n.erh. van den Heever 55. n.erh. Strafversuch 61. Kajimura 63. erh. Erhöhungen: Lee (1/1) Straftritte: Yamasawa (3/3) | (19:0) Bericht | Versuche: Ardao 74. erh. Erhöhungen: Etcheverry (1/1) | Mikuni World Stadium, Kitakyūshū Zuschauer: 11.664 Schiedsrichter: Graham Cooper (Australien) |

| 25. Juni 2022 16:30 MESZ (UTC+2) | Niederlande                                         | 7 : 30         | Simbabwe | NRCA, Amsterdam Schiedsrichter: Killian O’Brien (Deutschland) |
| 25. Juni 2022 16:30 MESZ (UTC+2) | Versuche: Stone 34. erh. Erhöhungen: van Oord (1/1) | (7:18) Bericht | Versuche: Chieza 12. erh. McNab 28. n.erh. Musingwini 55. erh. Lurkan 70. n.erh. Erhöhungen: Mudariki (2/3) Straftritte: Musingwini (2/2) 18., 40. | NRCA, Amsterdam Schiedsrichter: Killian O’Brien (Deutschland) |

- Dies war die erste Begegnung zwischen diesen beiden Mannschaften.
- Simbabwe trat erstmals seit 1989 zu einem Test Match in Europa an.

| 25. Juni 2022 17:00 WESZ (UTC+1) | Portugal | 31 : 38         | Italien | Estádio do Restelo, Lissabon Zuschauer: 5.100 Schiedsrichter: Hollie Davidson (Schottland) |
| 25. Juni 2022 17:00 WESZ (UTC+1) | Versuche: Strafversuch 16. Marta (2/2) 38. erh., 66. erh. Appleton 42. erh. Erhöhungen: Marques (3/3) Straftritte: Marques (1/1) | (10:24) Bericht | Versuche: Fusco 25. n.erh. Marin 31. n.erh. Padovani 46. erh. Lucchesi 52. erh. Traorè 73. erh. Strafversuch 79. Erhöhungen: Da Re (2/4) Padovani (1/1) | Estádio do Restelo, Lissabon Zuschauer: 5.100 Schiedsrichter: Hollie Davidson (Schottland) |

- Zum ersten Mal seit 1996 empfing Portugal eine Mannschaft der ersten Stärkeklasse.
- Erstmals überhaupt leitete ein rein weibliches Schiedsrichterteam eine internationale Partie der Männer.

| 25. Juni 2022 16:00 CLT (UTC−4) | Chile                        | 5 : 45         | Schottland A | Estadio Santa Laura, Santiago de Chile Zuschauer: 8.213 Schiedsrichter: Adam Jones (Wales) |
| 25. Juni 2022 16:00 CLT (UTC−4) | Versuche: Edwards 78. n.erh. | (0:28) Bericht | Versuche: Hoyland (3) 12. erh., 28. erh., 45. n.erh. Horne (2) 17. erh., 22. erh. McLean 79. n.erh. Price 80. erh. Erhöhungen: Thompson (4/5) Kinghorn (1/2) | Estadio Santa Laura, Santiago de Chile Zuschauer: 8.213 Schiedsrichter: Adam Jones (Wales) |

| 25. Juni 2022 21:00 MESZ (UTC+2) | Spanien                                              | 7 : 26         | Barbarians                                                                                               | El Molinón, Gijón Zuschauer: 5.000 Schiedsrichter: Iñigo Atorrasagasti (Spanien) |
| 25. Juni 2022 21:00 MESZ (UTC+2) | Versuche: Aboitiz 67. erh. Erhöhungen: Vinuesa (1/1) | (0:14) Bericht | Versuche: Byrne 21. erh. Smith (2) 38. erh., 49. erh. Lane 68. n.erh. Erhöhungen: Smith (1/2) Wood (2/2) | El Molinón, Gijón Zuschauer: 5.000 Schiedsrichter: Iñigo Atorrasagasti (Spanien) |

### Woche 7
| 29. Juni 2022 19:05 NZST (UTC+12) | Māori All Blacks | 32 : 17        | Irland                                                                                          | Waikato Stadium, Hamilton Zuschauer: 9.253 Schiedsrichter: Wayne Barnes (England) |
| 29. Juni 2022 19:05 NZST (UTC+12) | Versuche: Sullivan 16. n.erh. Stevenson 28. erh. Weber 34. erh. Grace 40. erh. Erhöhungen: Ioane (3/4) Straftritte: Ioane (2/3) 7., 27. | (32:8) Bericht | Versuche: Aki 20. erh. Coombes 66. erh. Erhöhungen: Frawley (2/2) Straftritte: Frawley (1/1) 4. | Waikato Stadium, Hamilton Zuschauer: 9.253 Schiedsrichter: Wayne Barnes (England) |

| 1. Juli 2022 21:00 OESZ (UTC+3) | Rumänien                                                                            | 13 : 45        | Italien | Stadionul Arcul de Triumf, Bukarest Schiedsrichter: Luke Pearce (England) |
| 1. Juli 2022 21:00 OESZ (UTC+3) | Versuche: Savin 79. erh. Erhöhungen: Bucur (1/1) Straftritte: Vlaicu (2/3) 10., 24. | (6:19) Bericht | Versuche: Menoncello (2) 15. n.erh., 57. n.erh. Allan 38. erh. Cannone 40.+2 erh. Garbisi 45. erh. Zanon 61. erh. Nicotera 69. erh. Erhöhungen: Allan (5/7) | Stadionul Arcul de Triumf, Bukarest Schiedsrichter: Luke Pearce (England) |

| 1. Juli 2022 20:00 CDT (UTC−5) | Vereinigte Staaten | 26 : 21        | Barbarians français                                                                                      | Aveva Stadium, Houston Schiedsrichter: Jones (Wales) |
| 1. Juli 2022 20:00 CDT (UTC−5) | Versuche: Dyer 27. erh. Ainuʻu 36. erh. Erhöhungen: MacGinty (2/2) Straftritte: MacGinty (2/2) 43., 51. Carty (1/1) 75. Dropgoals: de Haas (1/1) 14. | (17:7) Bericht | Versuche: Aguillon 22. erh. Strafversuch 54. Lagarde 70. erh. Erhöhungen: Trinh-Duc (1/1) Foursans (1/1) | Aveva Stadium, Houston Schiedsrichter: Jones (Wales) |

| 2. Juli 2022 15:00 JST (UTC+9) | Japan                                                                                                 | 23 : 42         | Frankreich | Toyota-Stadion, Toyota Zuschauer: 24.570 Schiedsrichter: Frank Murphy (Irland) |
| 2. Juli 2022 15:00 JST (UTC+9) | Versuche: Tatafu 14. erh. Fifita 80.+1 erh. Erhöhungen: Lee (2/2) Straftritte: Lee (3/4) 6., 25., 54. | (13:13) Bericht | Versuche: Penaud (2) 3. erh., 58. erh. Lebel 45. erh. Moefana 61. n.erh. Bourgarit 68. erh. Erhöhungen: Jaminet (4/5) Straftritte: Jaminet (3/3) 19., 29., 52. | Toyota-Stadion, Toyota Zuschauer: 24.570 Schiedsrichter: Frank Murphy (Irland) |

| 2. Juli 2022 19:05 NZST (UTC+12) | Neuseeland | 42 : 19        | Irland                                                                             | Eden Park, Auckland Zuschauer: 48.300 Schiedsrichter: Karl Dickson (England) |
| 2. Juli 2022 19:05 NZST (UTC+12) | Versuche: Barrett 21. erh. Reece 30. erh. Tupaea 35. erh. Savea (2) 38. erh., 53. erh. Sowakula 71. erh. Erhöhungen: Barrett (6/6) | (28:5) Bericht | Versuche: Earls 6. n.erh. Ringrose 44. erh. Aki 77. erh. Erhöhungen: Carbery (2/2) | Eden Park, Auckland Zuschauer: 48.300 Schiedsrichter: Karl Dickson (England) |

| 2. Juli 2022 17:55 AWST (UTC+8) | Australien | 30 : 28       | England | Perth Stadium, Perth Zuschauer: 47.668 Schiedsrichter: James Doleman (Neuseeland) |
| 2. Juli 2022 17:55 AWST (UTC+8) | Versuche: Petaia 83. erh. Fainga’a 69. erh. Samu 76. erh. Erhöhungen: Lolesio (3/3) Straftritte: Lolesio (3/3) 23., 40., 43. | (6:6) Bericht | Versuche: Genge 49. n.erh. Arundell 79. erh. van Poortvliet 80.+2 erh. Erhöhungen: Farrell (3/3) Straftritte: Farrell (3/4) 7., 21., 60. | Perth Stadium, Perth Zuschauer: 47.668 Schiedsrichter: James Doleman (Neuseeland) |

- Dies war Australiens erster Sieg über England seit der Gruppenphase der Weltmeisterschaft 2015.

| 2. Juli 2022 17:05 SAST (UTC+2) | Südafrika | 32 : 29        | Wales | Loftus Versfeld Stadium, Pretoria Zuschauer: 51.762 Schiedsrichter: Nika Amaschukeli (Georgien) |
| 2. Juli 2022 17:05 SAST (UTC+2) | Versuche: Mbonambi 46. erh. Marx 51. n.erh. Kolbe 66. erh. Strafversuch 75. erh. Erhöhungen: Willemse (2/3) Straftritte: Jantjies (1/3) 17. Willemse (1/1) 80.+3 | (3:18) Bericht | Versuche: Rees-Zammit (2) 3. n.erh., 32. erh. Lake 77. n.erh. Erhöhungen: Biggar (1/3) Straftritte: Biggar (3/3) 20., 55., 63. Dropgoals: Biggar (1/1) 9. | Loftus Versfeld Stadium, Pretoria Zuschauer: 51.762 Schiedsrichter: Nika Amaschukeli (Georgien) |

| 2. Juli 2022 19:45 SAST (UTC+2) | Currie Cup XV | 31 : 27 | Italien A | Nelson-Mandela-Bay-Stadion, Port Elizabeth Schiedsrichter: Morné Ferreira (Südafrika) |
| 2. Juli 2022 19:45 SAST (UTC+2) | Versuche: Kasende 24. n.erh. Masuku 34. n.erh. Johannes 46. erh. Xaba 51. erh. Jooste 63. erh. Erhöhungen: Masuku (3/5) | Bericht | Versuche: Gesi 5. erh. Cannone 30. erh. Di Bartolomeo 57. erh. Erhöhungen: Canna (3/3) Straftritte: Canna (2/2) 40., 42. | Nelson-Mandela-Bay-Stadion, Port Elizabeth Schiedsrichter: Morné Ferreira (Südafrika) |

| 2. Juli 2022 16:00 ADT (UTC−3) | Kanada | 45 : 0         | Belgien | Wanderers Grounds, Halifax Zuschauer: 4412 Schiedsrichter: Hollie Davidson (Schottland) |
| 2. Juli 2022 16:00 ADT (UTC−3) | Versuche: Higgins 6. erh. Rumball 47. erh. LeSage 55. erh. Coats 59. erh. Smith 66. erh. Lloyd 70. erh. Erhöhungen: Nelson (4/4) Coats (2/2) Straftritte: Nelson (1/1) 16. | (10:0) Bericht |         | Wanderers Grounds, Halifax Zuschauer: 4412 Schiedsrichter: Hollie Davidson (Schottland) |

- Kanada empfing Belgien zum ersten Mal zuhause und siegte mit der bisher höchsten Punktedifferenz gegen diese Mannschaft.

| 2. Juli 2022 16:10 ART (UTC−3) | Argentinien | 26 : 18        | Schottland | Estadio 23 de Agosto, San Salvador de Jujuy Zuschauer: 21.630 Schiedsrichter: Nic Berry (Australien) |
| 2. Juli 2022 16:10 ART (UTC−3) | Versuche: de la Fuente 30. n.erh. Carreras 35. erh. Bertranou 57. n.erh. Erhöhungen: Boffelli (1/3) Straftritte: Sánchez (2/2) 4., 18. Boffelli (1/2) 71. | (18:6) Bericht | Versuche: Bennett 49. n.erh. Hutchinson 54. erh. Erhöhungen: Kinghorn (1/2) Straftritte: Kinghorn (1/2) 16., 26. | Estadio 23 de Agosto, San Salvador de Jujuy Zuschauer: 21.630 Schiedsrichter: Nic Berry (Australien) |

- Erstmals seit 2011 gelang Argentinien ein Sieg über Schottland.

| 3. Juli 2022 18:00 GET (UTC+4) | Georgien | 24 : 30        | Argentinien XV | Aia Arena, Kutaissi Schiedsrichter: Gianluca Gnecchi (Italien) |
| 3. Juli 2022 18:00 GET (UTC+4) | Versuche: Niniaschwili 8. erh. Abshandadse 23. erh. Tscheischwili 80. erh. Erhöhungen: Abshandadse (3/3) Straftritte: Abshandadse (1/1) 51. | (14:6) Bericht | Versuche: Socino 58. erh. Ruiz 61. erh. Bernasconi 72. erh. Erhöhungen: Albornoz (3/3) Straftritte: Prisciantelli (3/3) 14., 29., 49. | Aia Arena, Kutaissi Schiedsrichter: Gianluca Gnecchi (Italien) |

### Woche 8
| 9. Juli 2022 14:50 (JST (UTC+9) | Japan                                                                                      | 15 : 20       | Frankreich | Nationalstadion, Tokio Zuschauer: 57.011 Schiedsrichter: Mike Adamson (Schottland) |
| 9. Juli 2022 14:50 (JST (UTC+9) | Versuche: Yamana (2) 11. n.erh., 39. erh. Erhöhungen: Lee (1/2) Straftritte: Lee (1/1) 19. | (3:3) Bericht | Versuche: Lebel 8. erh. Couilloud 70. erh. Erhöhungen: Lucu (1/1) Jalibert (1/1) Straftritte: Lucu (1/1) 45. Jalibert (1/1) 60. | Nationalstadion, Tokio Zuschauer: 57.011 Schiedsrichter: Mike Adamson (Schottland) |

| 9. Juli 2022 19:05 NZST (UTC+12) | Neuseeland                                                                     | 12 : 23        | Irland                                                                                                  | Forsyth Barr Stadium, Dunedin Zuschauer: 28.191 Schiedsrichter: Jaco Peyper (Südafrika) |
| 9. Juli 2022 19:05 NZST (UTC+12) | Versuche: B. Barrett 40.+1 erh. Jordan 78. n.erh. Erhöhungen: J. Barrett (1/2) | (7:10) Bericht | Versuche: Porter (2) 3. erh., 48. erh. Erhöhungen: Sexton (2/2) Straftritte: Sexton (3/3) 14., 56., 68. | Forsyth Barr Stadium, Dunedin Zuschauer: 28.191 Schiedsrichter: Jaco Peyper (Südafrika) |

- Scott Barrett spielte zum 50. Mal in einem Test Match für Neuseeland.
- Irland gewann zum ersten Mal überhaupt in Neuseeland gegen die All Blacks.

| 9. Juli 2022 19:55 AEST (UTC+10) | Australien                                                                                        | 17 : 25        | England | Suncorp Stadium, Brisbane Zuschauer: 46.536 Schiedsrichter: Andrew Brace (Irland) |
| 9. Juli 2022 19:55 AEST (UTC+10) | Versuche: Tupou 37. erh. Kerevi 48. erh. Erhöhungen: Lolesio (2/2) Straftritte: Lolesio (1/1) 54. | (7:19) Bericht | Versuche: Vunipola 5. erh. Erhöhungen: Farrell (1/1) Straftritte: Farrell (6/7) 11., 15., 23., 33., 44., 67. | Suncorp Stadium, Brisbane Zuschauer: 46.536 Schiedsrichter: Andrew Brace (Irland) |

| 9. Juli 2022 17:05 SAST (UTC+2) | Südafrika                                    | 12 : 13       | Wales                                                                                               | Free State Stadium, Bloemfontein Zuschauer: 46.000 Schiedsrichter: Angus Gardner (Australien) |
| 9. Juli 2022 17:05 SAST (UTC+2) | Straftritte: Pollard (4/6) 5., 43., 51., 59. | (3:3) Bericht | Versuche: Adams 77. erh. Erhöhungen: Anscombe (1/1) Straftritte: Biggar (1/3) 2. Anscombe (1/2) 66. | Free State Stadium, Bloemfontein Zuschauer: 46.000 Schiedsrichter: Angus Gardner (Australien) |

- Zum ersten Mal überhaupt gewann Wales in Südafrika gegen die Springboks.

| 9. Juli 2022 19:00 WESZ (UTC+1) | Portugal | 35 : 52 | Argentinien XV | Estádio do Restelo, Lissabon Schiedsrichter: Sam Grove-White (Südafrika) |
| 9. Juli 2022 19:00 WESZ (UTC+1) | Versuche: Simões 11. erh. Storti (2) 14. erh., 31. n.erh. Cardoso 41. n.erh. Erhöhungen: Marques (2/3) Straftritte: Marques (3/4) 18., 27., 59. | Bericht | Versuche: Carreras (3) 5. erh., 36. erh., 51. erh. Socino 21. erh. Bernasconi 56. erh. Mensa 71. erh. D’Amorim 79. erh. Erhöhungen: Albornoz (5/5) Prisciantelli (2/2) Straftritte: Prisciantelli (1/1) 77. | Estádio do Restelo, Lissabon Schiedsrichter: Sam Grove-White (Südafrika) |

| 9. Juli 2022 16:10 ART (UTC−3) | Argentinien                         | 6 : 29  | Schottland | Estadio Padre Ernesto Martearena, Salta Zuschauer: 20.900 Schiedsrichter: Mathieu Raynal (Frankreich) |
| 9. Juli 2022 16:10 ART (UTC−3) | Straftritte: Boffelli (2/2) 6., 34. | Bericht | Versuche: Watson 37. n.erh. Bennett 43. erh. Fagerson 53. erh. Johnson 64. erh. Erhöhungen: Kinghorn (1/2) Thompson (2/2) Straftritte: Kinghorn (1/1) 4. | Estadio Padre Ernesto Martearena, Salta Zuschauer: 20.900 Schiedsrichter: Mathieu Raynal (Frankreich) |

| 10. Juli 2022 20:00 GET (UTC+4) | Georgien | 28 : 19         | Italien                                                                                           | Batumi-Stadion, Batumi Zuschauer: 20.000 Schiedsrichter: Brendon Pickerill (Neuseeland) |
| 10. Juli 2022 20:00 GET (UTC+4) | Versuche: Todua 11. n.erh. Abschandadse 14. erh., 39. erh. Erhöhungen: Abschandadse (2/3) Straftritte: Abschandadse (2/2) 57., 79. Aprasidse (1/1) 71. | (19:13) Bericht | Versuche: Menoncello 21. erh. Erhöhungen: Allan (1/1) Straftritte: Allan (4/4) 27., 33., 52., 72. | Batumi-Stadion, Batumi Zuschauer: 20.000 Schiedsrichter: Brendon Pickerill (Neuseeland) |

- Georgien siegte erstmals gegen Italien und auch zum ersten Mal gegen einen Teilnehmer bei Six Nations.

| 10. Juli 2022 15:30 UYT (UTC−3) | Uruguay | 22 : 30        | Rumänien | Estadio Charrúa, Montevideo Schiedsrichter: Tual Trainini (Frankreich) |
| 10. Juli 2022 15:30 UYT (UTC−3) | Versuche: Civetta 49. n.erh. Ardao 56. erh. Silva 58. erh. Erhöhungen: Berchesi (2/3) Straftritte: Berchesi (1/1) 38. | (3:17) Bericht | Versuche: Bucur 4. erh., Rupanu 19. erh. Căpățână 79. erh. Erhöhungen: Rupanu (2/2) Popa (1/1) Straftritte: Rupanu (3/3) 33., 52., 71. | Estadio Charrúa, Montevideo Schiedsrichter: Tual Trainini (Frankreich) |

| 10. Juli 2022 16:00 EST (UTC−5) | Kanada | 34 : 57         | Spanien | TD Place Stadium, Ottawa Zuschauer: 3000 Schiedsrichter: Luke Pearce (England) |
| 10. Juli 2022 16:00 EST (UTC−5) | Versuche: Stevens 25. erh. Rumball 45. erh. Lloyd 71. erh. McRogers 78. erh. Erhöhungen: Nelson (2/2) Bowd (2/2) Straftritte: Nelson (2/2) 9., 19. | (13:40) Bericht | Versuche: del Hoyo 6. erh. Bell 11. erh. Tauli 16. erh. Minguillon 21. n.erh. Munilla 33. erh. Alonso (2) 36. erh., 65. erh. Ordas 41. n.erh. Jorba 51. n.erh. Erhöhungen: Ordas (6/9) | TD Place Stadium, Ottawa Zuschauer: 3000 Schiedsrichter: Luke Pearce (England) |

### Woche 9
| 12. Juli 2022 19:05 NZST (UTC+12) | Māori All Blacks                                                                                      | 24 : 30        | Irland | Wellington Regional Stadium, Wellington Zuschauer: 12.333 Schiedsrichter: Karl Dickson (England) |
| 12. Juli 2022 19:05 NZST (UTC+12) | Versuche: Stevenson 2. n.erh. Strafversuch 44. Love 69. n.erh. Weber 80. erh. Erhöhungen: Ioane (1/3) | (5:17) Bericht | Versuche: Strafversuch 23. Timoney 32. erh. Coombes 66. n.erh. Larmour 77. n.erh. Erhöhungen: Frawley (1/3) Straftritte: Frawley (2/2) 25., 41. | Wellington Regional Stadium, Wellington Zuschauer: 12.333 Schiedsrichter: Karl Dickson (England) |

- Irland siegte zum ersten Mal über die Māori All Blacks

| 16. Juli 2022 19:05 NZST (UTC+12) | Neuseeland | 22 : 32        | Irland | Wellington Regional Stadium, Wellington Zuschauer: 34.500 Schiedsrichter: Wayne Barnes (England) |
| 16. Juli 2022 19:05 NZST (UTC+12) | Versuche: Savea 43. erh. Ioane 51. erh. Jordan 59. n.erh. Erhöhungen: Barrett (2/3) Straftritte: Barrett (1/2) 22. | (3:22) Bericht | Versuche: van der Flier 3. n.erh. Keenan 27. erh. Henshaw 36. erh. Herring 64. erh. Erhöhungen: Sexton (3/4) Straftritte: Sexton (2/3) 31., 55. | Wellington Regional Stadium, Wellington Zuschauer: 34.500 Schiedsrichter: Wayne Barnes (England) |

- Irland konnte erstmals eine aus mehreren Test Matches bestehende Serie gegen Neuseeland für sich entscheiden.
- Zum ersten Mal seit 1998 verlor Neuseeland zwei Heimspiele in Folge.
- Zum ersten Mal gewann Irland zwei Test Matches hintereinander gegen Neuseeland.
- Mit diesem Sieg setzte sich Irland an die Spitze der World-Rugby-Weltrangliste.

| 16. Juli 2022 19:55 AEST (UTC+10) | Australien                                                                                           | 17 : 21         | England | Sydney Cricket Ground, Sydney Zuschauer: 43.274 Schiedsrichter: Paul Williams (Neuseeland) |
| 16. Juli 2022 19:55 AEST (UTC+10) | Versuche: Wright 23. erh. Fainga’a 65. erh. Erhöhungen: Lolesio (2/2) Straftritte: Lolesio (1/2) 30. | (10:11) Bericht | Versuche: Steward 40. n.erh. Smith 54. erh. Erhöhungen: Farrell (1/2) Straftritte: Farrell (3/4) 17., 33., 49. | Sydney Cricket Ground, Sydney Zuschauer: 43.274 Schiedsrichter: Paul Williams (Neuseeland) |

- Nic White nahm zum 50. Mal an einem Test Match für Australien teil.
- Zum ersten Mal seit 1986 fand ein Test Match der Australier im Sydney Cricket Ground statt.

| 16. Juli 2022 17:05 SAST (UTC+2) | Südafrika | 30 : 14        | Wales                                                                | Cape Town Stadium, Kapstadt Zuschauer: 51.347 Schiedsrichter: Matthew Carley (England) |
| 16. Juli 2022 17:05 SAST (UTC+2) | Versuche: Pollard 14. erh. Mbonambi 38. erh. Kolisi 53. erh. Erhöhungen: Pollard (3/3) Straftritte: Pollard (3/3) 5., 78., 80.+1 | (17:8) Bericht | Versuche: Reffell 19. n.erh. Straftritte: Biggar (3/3) 33., 42., 48. | Cape Town Stadium, Kapstadt Zuschauer: 51.347 Schiedsrichter: Matthew Carley (England) |

- Für Südafrika trat Eben Etzebeth zum 100. Mal in einem Test Match an, Bongi Mbonambi zum 50. Mal.
- George North absolvierte sein 105. Test Match für Wales und stellte damit eine neue Bestmarke auf.

| 16. Juli 2022 16:10 ART (UTC−3) | Argentinien | 34 : 31         | Schottland | Estadio Único Madre de Ciudades, Santiago del Estero Zuschauer: 30.000 Schiedsrichter: O’Keeffe (Neuseeland) |
| 16. Juli 2022 16:10 ART (UTC−3) | Versuche: Carreras 20. erh. Chaparro 51. erh. Bertranou 67. erh. Boffelli 80.+1 erh. Erhöhungen: Boffelli (4/4) Straftritte: Boffelli (2/3) 11., 35. | (13:14) Bericht | Versuche: van der Merwe (2) 13. erh., 48. erh. Ashman (2) 25. erh., 43. erh. Erhöhungen: Kinghorn (4/4) 14., 27., 45., 49. Straftritte: Kinghorn (1/2) 65. | Estadio Único Madre de Ciudades, Santiago del Estero Zuschauer: 30.000 Schiedsrichter: O’Keeffe (Neuseeland) |

- Jeweils zum 50. Mal ein Test Match bestritten Matías Orlando (für Argentinien) und Zander Fagerson (für Schottland).

| 16. Juli 2022 18:00 GET (UTC+4) | Georgien | 23 : 14       | Portugal                                                                 | Aia Arena, Kutaissi Schiedsrichter: Adam Leal (England) |
| 16. Juli 2022 18:00 GET (UTC+4) | Versuche: Modebadse 55. erh. Niniaschwili 79. erh. Erhöhungen: Abschandadse (2/2) Straftritte: Abschandadse (3/3) 2., 10., 27. | (9:6) Bericht | Versuche: Marta 75. n.erh. Straftritte: Sousa Guedes (3/4) 20., 23., 49. | Aia Arena, Kutaissi Schiedsrichter: Adam Leal (England) |

| 17. Juli 2022 15:30 UYT (UTC−3) | Uruguay | 26 : 20         | Rumänien | Estadio Charrúa, Montevideo Schiedsrichter: Pierre Brousset (Frankreich) |
| 17. Juli 2022 15:30 UYT (UTC−3) | Versuche: Etcheverry 12. n.erh. Dosantos 16. erh. Ormaechea 24. erh. Vilaseca 50. erh. Erhöhungen: Berchesi (3/4) | (19:17) Bericht | Versuche: Strafversuch 4. Simionescu 19. erh. Erhöhungen: Rupanu (1/1) Straftritte: Rupanu (1/1) 40.+1 Mureșan (1/1) 66. | Estadio Charrúa, Montevideo Schiedsrichter: Pierre Brousset (Frankreich) |